# Лечков, Йордан
Йорда́н Ле́чков Янков (9 июля 1967, Стралджа) — болгарский футболист, игравший на позиции форварда и крайнего полузащитника, полуфиналист чемпионата мира 1994 года. В настоящее время является кметом общины Сливен, а также вице-президентом Болгарского футбольного союза. Сильными качествами Лечкова-игрока были атлетизм, великолепная техника и видение поля.

## Карьера

### Клубная карьера
Йордан Лечков начал серьёзно заниматься футболом в 10 лет. Его первые шаги связаны с футбольным клубом «Сливен», в котором он и начал карьеру под руководством тренера Бояна Кирчева. В 18 лет Лечков дебютировал в первой команде и почти сразу прочно обосновался в ней. В 1990 году он выиграл Кубок Болгарии, а год спустя сменил команду на столичный ЦСКА.
В свой первый же сезон в новой команде Йордан выиграл титул чемпиона страны и снова стал обладателем кубка. Тотчас же после этого он получил приглашение от немецкого «Гамбурга» и перешёл в этот клуб летом 1992, став первым болгарином в немецкой Бундеслиге.
После четырёх сезонов в Германии Лечков перебрался во французский «Марсель», но уже всего через год неуживчивый характер Йордана вынудил его сменить клуб на турецкий «Бешикташ». Впрочем, и в этой команде у него не получилось стать «своим». В итоге из-за разногласий с клубом по поводу контракта Лечков пропустил Чемпионат мира 1998 года, на который сборная Болгарии попала, во многом, именно из-за блестящей игры Йордана в отборочном турнире.
Проведя три года вне футбола, Лечков вернулся в 2001 году в софийский ЦСКА, с которым занял третье место в чемпионате Болгарии и сыграл в финале Кубка страны, а потом он вернулся в свой первый клуб, «Сливен», где в течение сезона с небольшим был играющим тренером.

### Международная карьера
В сборной Болгарии Лечков дебютировал 11 октября 1989 года в матче против Греции, который состоялся в Варне. В 1994 году он в составе так называемых «Золотых мальчиков» (так называли болгарскую сборную, основу которой составлял Лечков и его ровесники — Стоичков и Балаков) стал полуфиналистом Чемпионата мира в США. В одной восьмой финала, в матче против сборной Мексики забил решающий пенальти в серии послематчевых одиннадцатиметровых и принёс победу своей сборной. В четвертьфинальном матче забил потрясающий гол головой и тем самым помог Болгарии обыграть действующего чемпиона мира, сборную Германии. А в 1996 году принял участие в Чемпионате Европы в Англии. Всего за национальную команду своей страны Лечков провёл 45 матчей и забил 5 голов, а последней игрой для него стал матч против сборной Аргентины в Буэнос-Айресе, который 10 марта 1998 года закончился победой хозяев со счётом 2:0.

## Бизнес и политика
В 1998 году Лечков объявил о завершении футбольной карьеры, вернулся в родной Сливен и занялся бизнесом. Ему, в частности, принадлежат гостиничный комплекс «Империя» и собственная футбольная академия. С 2000 года он плотно сотрудничает с футбольным клубом «Сливен» (президентом и владельцем которого он сейчас является), а также занимается развитием спорта в городе.
В 2003 году Йордан был избран кметом (мэром) Сливена, этот пост он занимал до 2011 года. В 2005 году стал вице-президентом Болгарского футбольного союза, который возглавил Борислав Михайлов. Он также является председателем товарищества «Хаджи Димитр», занимающегося поддержкой общественно-культурной жизни Сливена.

## Личная жизнь
Йордан Лечков женат. У него есть два сына.

## Достижения
Сливен
- Обладатель Кубка Болгарии (1990)

ЦСКА
- Чемпион Болгарии (1992)
- Обладатель Кубка Болгарии (1992)
- Финалист Кубка Болгарии (2002)
- Бронзовый призёр Чемпионата Болгарии (2002)

Сборная
- Полуфиналист Чемпионата мира (1994)

### Персональные достижения
- Орден «Стара-планина» I степени (20 июля 1994 года)[3]
- Почётный гражданин Софии
- Почётный гражданин Сливена
- Почётный гражданин Бургаса